# Torre de Babel

La Torre de Babel, pintura al óleo sobre lienzo de Pieter Brueghel el Viejo.

La Torre de Babel (en hebreo: מגדל בבל‎ Migdal Babel; en griego antiguo Πύργος τῆς Βαβέλ, Pirgos tēs Babel) es una edificación mencionada en la Biblia. El relato está dirigido a explicar por qué los pueblos del mundo hablan diferentes lenguas.
La Torre de Babel se describe en el libro de Génesis cuya autoría se atribuye tradicionalmente a Moisés. Según estos escritos; la humanidad quedó casi extinta después del diluvio universal, fue gracias al Arca de Noé en la que Noé y siete integrantes de su familia sobrevivieron a la catástrofe. Los descendientes de Noé, como únicos seres humanos del planeta, se desplazaron hasta la llanura de Senar (Babel), todos hablaban un solo idioma, y decidieron construir una torre tan alta que llegara al cielo. El Dios de Noé (Yahweh), al observar la edificación y la rebeldía, decide que los habitantes hablaran diferentes lenguas y así abandonaran la construcción y se esparcieran por toda la Tierra.
Opiniones extra bíblicas que apoyen el mito fundacional, se construía la torre  por si ocurría otro diluvio, poder subir a la torre, donde el agua no pudiese llegar. Al estar cerca de ríos sus habitantes quisieron construirse un salvavidas, por si ocurría una inundación repentina y tal vez no les daba tiempo para desplazarse a una montaña próxima para ponerse a salvo. Las opiniones más tradicionalistas no están de acuerdo y toman el relato al pie de la letra.
El Etemenanki, un templo piramidal dedicado a Marduk (deidad local) en la ciudad de Babilonia del siglo VI a. C., de la dinastía caldea, atrajo trabajadores de diferentes pueblos. Algunos eruditos modernos como Stephen L. Harris, la historia bíblica de la Torre de Babel fue probablemente influenciada por esta construcción durante el cautiverio babilónico de los hebreos. El cuento tradicional sumerio Enmerkar y el Señor de Aratta relata una historia con similitudes al pasaje bíblico.
El templo Etemenanki originalmente tenía siete pisos y más de 90 metros de altura, pero según el historiador español Juan Luis Montero, de la Universidad de La Coruña, en realidad, no habría superado los 60 metros.
Una inscripción que data del tiempo de Nabopolasar señala: «Marduk [el gran dios de Babilonia] me ha ordenado colocar sólidamente las bases del Etemenanki hasta alcanzar el mundo subterráneo y hacer de este modo que su cúspide llegue hasta el cielo». En otra inscripción, de los tiempos de Nabucodonosor II, se precisa que la decoración de la cúspide estaba hecha de «ladrillos de esmalte azul brillante», es decir, adornada del color del cielo.

## Construcción

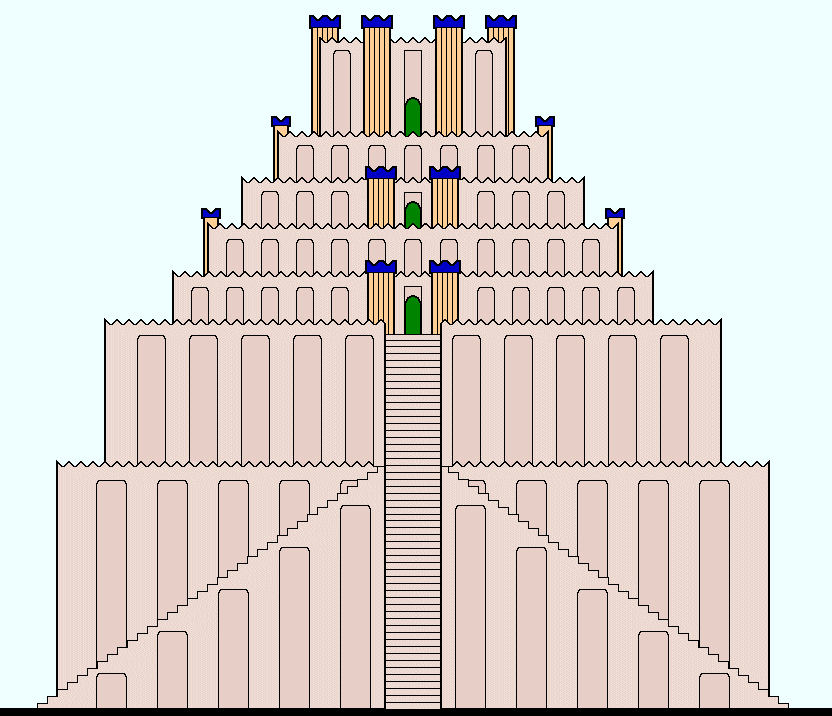
Dibujo del Etemenanki, un antiguo templo de Babilonia, referente a la torre de Babel.

La torre de Babel suele ser asociada con el templo Etemenanki, el cual hoy reposa en ruinas. La construcción de ese templo es incierta, pero probablemente existía antes del reinado de Hammurabi (hacia 1792-1750 a. C.). Se piensa que el poema sobre la creación de Babilonia Enûma Elish fue escrito durante o poco tiempo después del reinado de Hammurabi; dado que el poema menciona al Esagila, el templo de Marduk, como creado inmediatamente después de la creación del mundo, e intuye la existencia de Etemenanki, se presume que ambas existían durante al menos 100 años del tiempo en el que se escribió este poema, pero también debe haber sido escrito mucho antes, ya que los autores también ignoran cuándo lo construyeron exactamente.
El tiempo aproximado de su construcción puede deducirse de la siguiente información: Péleg (cuyo nombre se perpetuó en el de una ciudad en la confluencia del Éufrates con el Khabor, mencionada en las tablillas de la ciudad de Mari, en el Éufrates medio, y que en la época grecorromana llevó el nombre de Phaliga) habría vivido desde aproximadamente 2269 hasta aproximadamente 2030 a. C. Su nombre significa «División», porque «en sus días se dividió la tierra», esto es, «la población de la tierra»; «de allí los había esparcido Yahveh sobre toda la superficie de la tierra». Un texto cuneiforme de Sharkalisharri, rey de Akkad (y sucesor de Sargón I de Akkad), quien vivió en el tiempo de los patriarcas, menciona que restauró una torre-templo en Babilum (Babel o Babilonia), con lo que da a entender que tal edificio existía antes de su reinado. De hecho, en los registros sumerios aparece mencionada como Kadingira, que es el equivalente sumerio del acadio Babilum.
Los arqueólogos intentaron ubicar la torre de Babel mencionada en la Biblia en la zona del actual Irak. Entre otros sitios, fue buscada en Akar Quf (al oeste de Bagdad), donde existió la ciudad de Dur-Kurigalzu (las ruinas de una edificación eran descritas como la torre de Babel por algunos viajeros) y en Birs Nimrud, donde se encuentran las ruinas de la antigua ciudad Borsippa, en Mesopotamia.
En 1913, el arqueólogo Robert Koldewey encontró una estructura en la ciudad de Babilonia que él identificó como la Torre de Babel (el templo Etemenanki). Esta torre habría sido destruida y reconstruida en numerosas ocasiones, debido al cambiante destino de la zona. La destruyeron los asirios y también los arameos. Y fue reconstruida en varias oportunidades por los príncipes caldeos, entre ellos Nabopolasar (625-605 a. C.). Se estima que la construcción más antigua se realizó durante el III milenio antes de nuestra era.

## Descripción de referencia

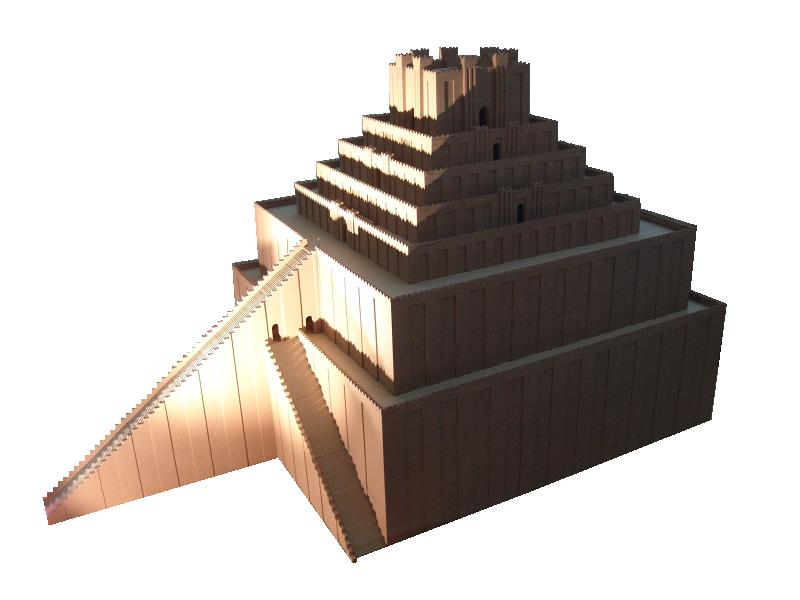
Modelo de Etemenanki. Museo de Pérgamo (Berlín).

A pesar de las imágenes que existen, tanto en la literatura como en el arte, sobre la torre de Babel no se ha encontrado ningún registro sin base en la Biblia que se ocupe de su forma y aspecto.
Sin embargo, se tiene de referentes edificaciones de la época, y tanto la antigua documentación en escritura cuneiforme como las imágenes conservadas y los restos arqueológicos, permiten reconstruir algunas de sus características; por ejemplo, el templo de Etemenanki era un monumento con una base de planta cuadrada o rectangular, construido en forma de alta terraza, escalonado en varios niveles –tres, cuatro o siete–, en el último de los cuales se erigía una capilla o un templo. El núcleo se construía con adobes secados al sol, revestido con una gruesa capa de ladrillos cocidos en hornos. El templo en la cima, al que se accedía a través de escaleras situadas de forma perpendicular a la fachada o adosadas a esta, era de ladrillos esmaltados.
Una de las reseñas antiguas que habla sobre la edificación del Etemenanki es el relato de Heródoto, cuando pasó por Babilonia en el siglo V a. C. Heródoto describía la fachada de la torre con una altura de aproximadamente 90 m, el edificio en forma escalonada de siete pisos y hecho de muros con resaltos, sin duda verticales. El templo tenía una planta cuadrangular dividida en dos sectores y delimitada por una gran muralla. La subida a cada una de las torres se hacía por fuera siguiendo una escalera en espiral hasta llegar al final. El último piso tenía instalaciones para el culto, adornadas con ladrillos esmaltados azules, imitando el color del cielo. También señala que aquel santuario azul de la cima estaba dedicado al dios Marduk y hace referencia a la celebración anual de renovación del reinado como fruto del contacto entre Marduk y el rey.
El Etemenanki también fue descrito en una tablilla cuneiforme llamada «del Esagil», escrita en el 229 a. C. en la ciudad de Uruk. La copia más antigua del texto se encuentra hoy en el Museo del Louvre de París. Este escrito dejaba constancia del estado de la torre y describía las medidas solamente del primer piso, que llegaban a los 90 metros de longitud y de anchura, mientras que de alto medía unos 33 metros. Se hace mención de que la Torre de Babel fue constituida con 7 pisos en total, de medidas cada vez más pequeñas. En la actualidad se ha identificado una estructura de adobe de similares características que fue confirmada por excavaciones dirigidas por Robert Koldewey en 1913. Se descubrieron largas escaleras en el sur del edificio, donde un triple pasillo se conectaba en la cima con el templo superior de Marduk. Un pasillo más largo, al este, conectaba el Etemenanki con el camino sagrado procesional (reconstruido en el Museo de Pérgamo, en Berlín).
Por otro lado, las excavaciones arqueológicas han sacado a la luz que existía una escalera con forma de «T» aunque se desconoce hasta qué altura llegaba. Por el momento no se descarta que se diesen dos sistemas de comunicación simultáneos, la escalera con forma de «T» por un lado y por el otro una escalera en espiral o en zigzag tal como plantea Heródoto. Al mismo tiempo, se conoce que había nichos ricamente decorados con motivos de la fiesta del Año Nuevo Babilónico y la creación del monumento, tema que remite al significado de la estructura «puerta del sol, entrada del cielo», que seguramente viniese a ser interpretado como un lugar de comunicación entre lo divino y lo terrenal.

## Declive
El relato del Génesis no hace mención de ninguna destrucción de la torre. Las personas cuyas lenguas se confunden simplemente dejan de construir su ciudad, y se dispersan desde allí sobre la faz de la Tierra. Sin embargo en otras fuentes, como el Libro de los Jubileos (cap. 10 v.18-27), Alejandro Polihistor (frag. 10), Abideno (frags. 5 y 6), Flavio Josefo (Antigüedades 1.4.3) y los Oráculos sibilinos (iii 117-129), Dios derriba la torre con un gran viento. En el Midrash, se dice que la parte superior de la torre fue quemada, la parte inferior fue tragada por la tierra y el medio se dejó en reposo para erosionarse con el tiempo.

## Tradiciones y fuentes

### Relato bíblico
Según la Biblia, Dios, para evitar el desarrollo de la edificación, hizo que los constructores comenzasen a hablar diferentes idiomas (dando lugar al origen de los diferentes idiomas) y se dispersaran por toda la Tierra.

Toda la Tierra hablaba una misma lengua y usaba las mismas palabras. Al emigrar los hombres desde Oriente, encontraron una llanura en la región de Senaar y se establecieron allí. Y se dijeron unos a otros: «Hagamos ladrillos y cozámoslos al fuego». Emplearon ladrillos en lugar de piedras y betún en lugar de argamasa; y dijeron: «Edifiquemos una ciudad y una torre cuya cúspide llegue hasta el cielo. Hagámonos así famosos y no andemos más dispersos sobre la faz de la Tierra». Pero Yahveh descendió para ver la ciudad y la torre que los hombres estaban edificando y dijo: «He aquí que todos forman un solo pueblo y todos hablan una misma lengua; siendo este el principio de sus empresas, nada les impedirá que lleven a cabo todo lo que se propongan. Pues bien, descendamos y allí mismo confundamos su lenguaje de modo que no se entiendan los unos con los otros».
Así, Yahveh los dispersó de allí sobre toda la faz de la Tierra y cesaron en la construcción de la ciudad. Por ello se la llamó Babel, porque allí confundió Yahveh la lengua de todos los habitantes de la Tierra y los dispersó por toda la superficie.
Génesis 11:1-9

Nimrod, quien fue el primero en hacerse rey después del Diluvio, y a quien la Biblia identifica como un poderoso cazador opuesto a Yahveh, es señalado como el verdadero gestor de la idea de llevar a cabo esta enorme empresa. Algunos han intentado identificarlo con Sharrukin o Sargón I de Akkad, el fundador del primer Imperio semita (acadio) de que se tiene memoria. Otros creen ver en este vigoroso cazador la figura del dios asirio Ninurta, dios de la guerra y de la caza que, como Nimrod, se placía en cazar a sus enemigos.

### Libro de los jubileos
El Libro de los Jubileos contiene una de las historias más detalladas que se encuentran sobre la Torre.

Comenzaron a construir y, en el cuarto septenario, cocían al fuego ladrillos que luego utilizaban como piedras. El cemento con que las unían era asfalto que brotaba del mar y de unos pozos de agua en la tierra de Sennaar. Los constructores tardaron unos cuarenta y tres años: la altura fue de 5433 codos y dos palmos; la anchura, unos doscientos tres ladrillos, cada uno de una altura de un tercio de sí mismo; la extensión de un muro, trece estadios, y la del otro, treinta.
(Jubileos 10:20-21)

### Pseudo-Filón
Según los escritos del Pseudo-Filón de Alejandría en el año 70, la dirección de la obra de la Torre de Babel se le atribuye no solo a Nimrod, quien se hizo jefe de los descendientes de Cam, sino también a Joctán, como príncipe de los semitas, y a Fenech, hijo de Dodanim, como príncipe de los Jafetitas. Sin embargo, durante la obra doce hombres fueron arrestados por negarse a poner ladrillos, y éstos eran Abraham, Lot, Nacor y varios hijos del mismo príncipe Joctán. Finalmente, Joctán salva a once de estos hombres de la ira de los otros dos príncipes y Dios termina protegiendo a Abraham.

### Flavio Josefo

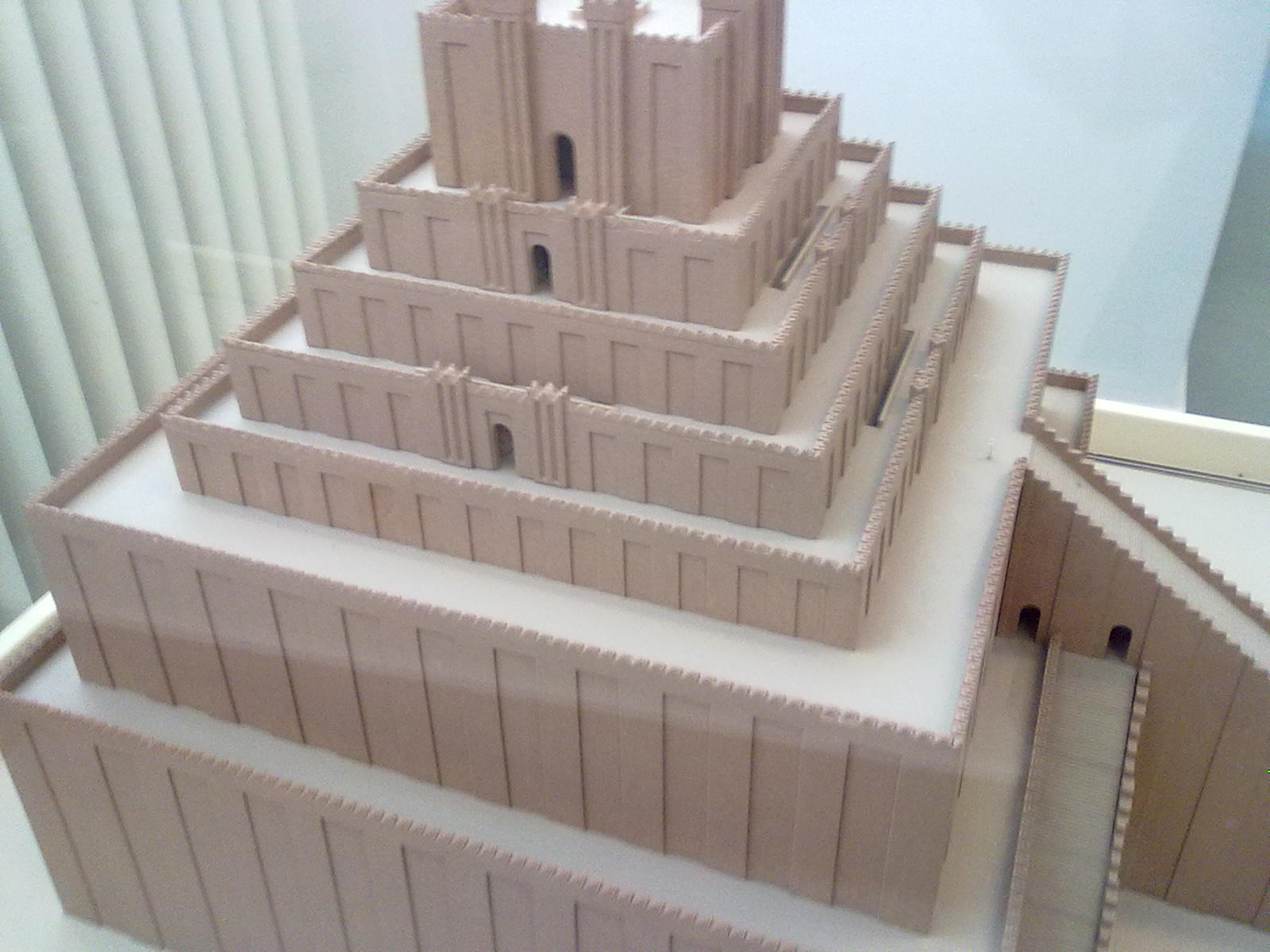
Maqueta del templo Etemenanki hecha en el Museo de Pérgamo en Berlín, que reconstruye cómo la Torre de Babel pudo haber lucido.

El historiador judeo-romano Flavio Josefo (~37 al ~100) en sus Antigüedades judías, publicado cerca del año 93, narra la historia que se encuentra en los textos hebreos y menciona la Torre de Babel. Describe a Nimrod, un rey tirano que trató de apartar el estado de la religión y quien había construido la torre. En este relato, Yahveh hace confundir a la gente en lugar de destruirlos, porque la aniquilación por medio de la inundación no les había enseñado a ser piadosos.

Y Nebrodes (Nimrond) paulatinamente convirtió su gobierno en una tiranía, viendo que la única forma de quitar a los hombres el temor a Dios era el de atarlos cada vez más a su propia dominación. Afirmó que si Dios se proponía ahogar al mundo de nuevo, [Nemrod] haría construir una torre tan alta que las aguas jamás las alcanzarían. La multitud estuvo dispuesta a seguir los dictados de Nebrodes y a considerar una cobardía someterse a Dios. Y levantaron la torre; trabajaron sin pausas y como eran muchos los brazos que intervenían, comenzó a levantarse muy rápidamente. Pero eran tan gruesa y tan fuerte, que por su gran altura parecía menos de lo que era. Estaba construida por ladrillos cocidos unidos por betún para que no pasara agua. Cuando Dios los vio trabajar como locos decidió no destruirlos por completo, ya que no habían aprendido nada de la destrucción de los pecadores anteriores; provocó, en cambio, la confusión entre ellos haciéndoles hablar en distintas lenguas para que no se entendieran.
Antigüedades judías (cap. 4: 2-3)

### Apocalipsis griego de Baruc
El libro III de Baruc o Apocalipsis griego de Baruc (del siglo II) es uno de los escritos apócrifos que describe las recompensas justas de los pecadores y los rectos para la vida eterna. En el relato del libro, en el capítulo 3:5, Baruc es llevado por el ángel Famael en una visión que pasa por el primer cielo. En el lugar él ve hombres cuyo rostro era de buey, tenían cuernos de ciervo, los pies de cabra y los lomos de cordero. Entonces con sorpresa le pregunta al ángel y este le responde que «aquellos son los que construyeron la torre (la Torre de Babel) de la lucha en contra de Yahveh. El señor los ha trasladado de sitio...».

### Midrash
La literatura rabínica ofrece muchos relatos diferentes sobre las causas para la edificación de la Torre de Babel, y de las intenciones de sus constructores. Según el Midrash los constructores de la torre, llamados en las fuentes judías como «la generación de la secesión», dijeron: «Yahveh no tiene derecho a elegir el mundo superior para sí mismo y dejar el mundo inferior para nosotros, por lo que vamos a construir nosotros una torre, con un dios en la parte superior sujetando una espada, de modo que pueda reflejar nuestra intención de hacerle la guerra a Yahveh».
La construcción de la torre estaba destinada no solamente a desafiar a Yahveh, sino también a Abraham, quien exhortaba a los constructores a volverse a la reverencia. El pasaje menciona que los constructores proferían duras palabras contra Yahveh, que no se citan en la Biblia. Ellos creían que Yahveh, cada cierto tiempo, drenaba toda el agua del cielo, y por tanto levantaron varias columnas para que no hubiera otro diluvio.
Algunos entre esa generación todavía querían la guerra contra Yahveh en el cielo (Talmud Sanedrín 109a). Se les animó en esta tarea con la idea de que las flechas que disparaban hacia arriba luego caían chorreando sangre, motivo por el que se creía que se podía hacer la guerra (literal) contra los habitantes celestiales (Sefer ha-Yashar, Noah, ed. Leghorn, 12b).

### Islam
La Torre de Babel no se menciona en el Corán, pero hay historias con similitudes. En Egipto, el Faraón pide construir una torre tan alta para poder subir y confrontar al dios de Moisés.
Una historia ambientada en Babilonia [Babil] pero sin torre; Los ángeles Harut y Marut enseñaron magia a algunos babilonios y les advertían que la magia era un pecado pero era una prueba de fe. Un relato sobre Babil aparece más plenamente en los escritos de Yaqut, la humanidad fue arrastrada por los vientos hacia la llanura "Babil", donde Alá les asignó sus idiomas separados, y luego fueron esparcidos nuevamente de la misma manera.
En el libro Historia de los profetas y reyes del teólogo musulmán Al-Tabari del siglo X, relata; Nimrod tiene la torre construida en Babil, Alá la destruye, y el idioma de la humanidad, el siríaco, se confunde en 72 idiomas. Un historiador musulmán del siglo XIII, Abu ul-Fida, relata la misma historia y agrega que al patriarca Eber (un antepasado de Abraham) se le permitió conservar la lengua original, hebrea en este caso, porque no participó en la construcción.
Aunque existen similitudes con la narrativa bíblica, el concepto de Dios separando la humanidad con los idiomas es ajeno de la tradición islámica. El autor musulmán Yahiya Emerick dice que en la creencia islámica, Dios creó las naciones para que se conocieran y no se separaran.

### Sumeria
Existe un mito sumerio parcialmente similar al de la de la Torre de Babel, llamado Enmerkar y el Señor de Aratta; en el mismo Enmerkar, rey de Uruk, construye un enorme zigurat en Eridu y exige un tributo de materiales preciosos al gobernante de Aratta para su edificación. En un momento del relato, Enmerkar recita un conjuro implorando al dios Enki la restautración, o, en la traducción de Kramer, la interrupción de la unidad lingüística de Shubur, Hamazi, Sumer, Uri-ki (Acad), la tierra de los Martu y el resto del mundo.
En una hipótesis reciente, David Rohl asociaba a Nimrod, el cazador y constructor de Erec y Babel, con Enmerkar (Enmer el Cazador), rey de Uruk, de quien también se dice que fue el primer constructor de templos en Eridu y que, a su vez, se lo relaciona con Amar-Sin (2046-2037 a. C.), el tercer monarca de la tercera dinastía de Ur, quien igualmente intentó terminar el zigurat de aquella ciudad del sur. Esta teoría propone que los restos del edificio histórico de Eridu hubieran inspirado un núcleo histórico de la Torre de Babel. Entre las razones que se aducen están el mayor tamaño y la mayor antigüedad de las ruinas, y el hecho de que un título de Eridu era NUN.KI, que significa «poderoso lugar», título que más tarde pasaría a ser el de Babilonia. Por otro lado, ambas ciudades también tenían templos llamados Esagila dedicados a Marduk.
Los eruditos en libro del Génesis John H. Walton y Tremper Longman, luego de un análisis del idioma hebreo y comparándolo con textos y ciertos contextos presentes en la literatura sumeria, terminan aseverando en el libro El Mundo Perdido del Diluvio que la Torre de Babel era, en efecto, un zigurat.Walton y Longman fecha los sucesos de la torre de Babel durante el final del IV milenio o el comienzo del III milenio antes de la era común. Para llegar a esa conclusión, analizaron el versículo de Génesis 11:3 que dice que los humanos comenzaron a usar ladrillos cocidos al fuego. Esta tecnología, efectivamente, comenzó a ser desarrollada durante el final del período de Uruk en la antigua región de Sumer (o Sinar en el idioma hebreo) lugar en donde, según el texto bíblico, habrían tenido lugar los sucesos de la Torre de Babel. 
Por último, para los viajeros de los siglos XVIII y XIX que visitaron Dur-Kurigalzu, el ziqqurat de Aqar Quf fue considerado como la torre de Babel.

## Origen de las lenguas según escritos antiguos

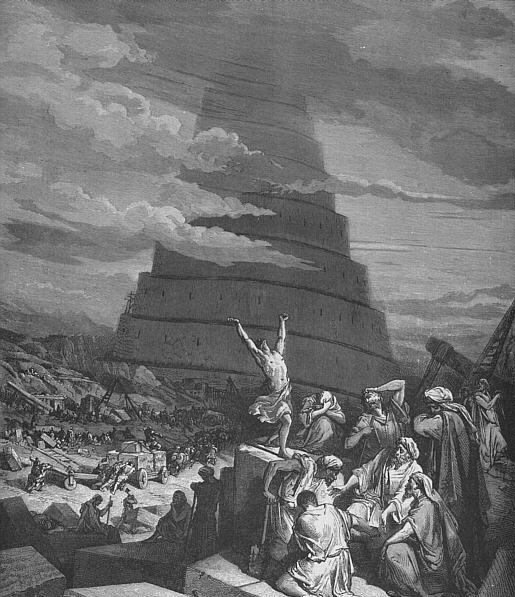
Confusión de las lenguas, representación de Gustave Doré.

La historia de la Torre de Babel se relaciona con uno de los temas más universales del relato mítico fundacional. Las religiones y los mitos étnicos suelen dar respuestas a todo, como los orígenes y el desarrollo del lenguaje oral. La mayoría de las mitologías no creen que el hombre sea el inventor de las lenguas, pero sí creen en un lenguaje único divino que antecede a las lenguas humanas. El Lenguaje místico usado para comunicarse con los animales o espíritus, como el lenguaje de los pájaros, también es común en los relatos y fue de especial interés durante el Renacimiento.

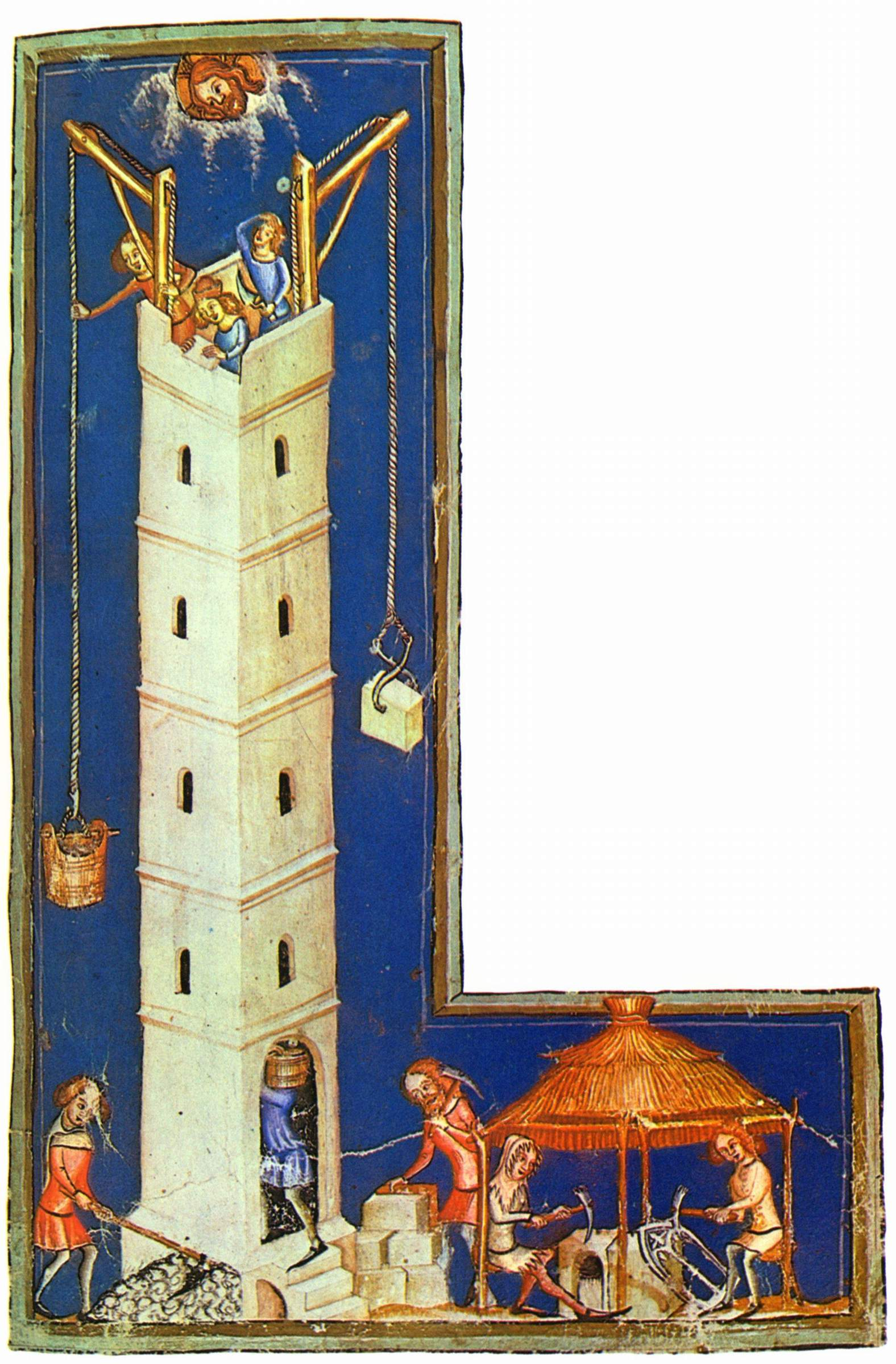
Dibujo alemán de la Baja Edad Media (1370 d. C.) que representa la edificación de la Torre de Babel.

En el relato de la Torre de Babel, del libro del Génesis en el Antiguo Testamento, Yahveh «castiga» a la humanidad por su arrogancia y hostilidad exponiendo al hombre a gran variedad de lenguas. Pero este castigo puede ser visto al mismo tiempo como un don divino, tal como Adán y Eva, que abre posibilidades a nuevas opciones. Así, la confusión implica la posibilidad de volver a aprender, superar las diferencias y eliminar el odio. Solo así podrá superar la confusión y aprender un nuevo idioma que lo identifique con el prójimo.
Se puede observar que historias parecidas se repiten, como en la tradición sumeria llamada Enmerkar y el Señor de Aratta que ya se ha explicado en el punto anterior. Un grupo de personas de la isla de Hao, en la Polinesia, también cuentan una historia similar a la de la Torre de Babel: «Un dios que enfurecido persiguió a los constructores de la ciudad, destruyó un edificio y cambió el lenguaje del pueblo, por lo que todos hablaban diferentes lenguas».
En Mesoamérica existe un relato acerca de un hombre llamado Coxcox y una mujer llamada Xochiquétzal, que luego de naufragar juntos encima de un trozo de corteza de árbol, llegaron a tierra firme y engendraron muchos hijos. Sin embargo, esos hijos no podían hablar hasta que un día llegó una paloma que les otorgó el don del habla, pero en diferentes idiomas y de igual forma no se podían entender. Entre los Ticuna del Alto Amazonas se dice que todos los pueblos fueron una vez una sola y gran tribu, hablando todos el mismo idioma, hasta que en una ocasión, ellos se comieron dos huevos de colibrí, no se explica por qué, y posteriormente la tribu se dividió en muchos grupos y se dispersó al no poderse comunicar.
Otra historia, atribuida por el historiador nativo Fernando de Alva Ixtlilxóchitl (c. 1565-1648) a los antiguos toltecas, afirma que los hombres, después de un gran diluvio, se multiplicaron y entonces se erigió una gran torre o Zacuali, para protegerse en el caso de un segundo diluvio. Sin embargo las lenguas aparecen de repente, se confunden y el trabajo se detuvo.
En la antigua Grecia había un mito cuyo relato decía que durante siglos los hombres habían vivido sin ley bajo el imperio de Zeus y que todos podían hablar un mismo idioma dotado por el dios y la diosa de la ingenuidad, Philarios y Philarion. Sin embargo, en una ocasión, el dios Hermes llevó la diversidad en el habla y con ella la separación de las naciones, trayendo consigo la discordia. Zeus entonces renunció a su cargo y cedió su trono al primer rey humano, Foroneo.
En Wa-Sania, un pueblo bantú de África Oriental, tienen una historia acerca del principio de los pueblos de la tierra. Se cuenta que existía un solo idioma, pero que durante una severa hambruna la locura hirió al pueblo, haciendo que la gente vagase hacia todas direcciones, farfullando palabras extrañas y dando forma a los diferentes idiomas.
En su libro de 1918, el antropólogo James George Frazer documentaba similitudes entre los relatos del Antiguo Testamento, como el Diluvio, y leyendas indígenas de todo el mundo. Identificó entonces una historia que se cuenta en la mitología del pueblo Lozi, en donde los hombres malvados construyeron una gran torre de antenas para perseguir al dios creador, Nyambe, que había huido al cielo en una telaraña. Los hombres entonces se pierden cuando colapsaron mástiles de la torre y todos volaron. Frazer también cita las leyendas encontradas entre la gente de la región del Congo, así como de Tanzania, donde los hombres levantaban grandes torres o subían enormes árboles en un fallido intento de llegar a la Luna.
Finalmente, en el Nuevo Testamento se termina redondeando la historia de la dispersión de las lenguas hecha en el Génesis con el relato de la Torre de Babel. En el libro de los Hechos de los Apóstoles (2,1-41) se hace mención al descenso del Espíritu Santo y la restauración del hombre. Esta restauración se manifestó en el Pentecostés con el milagro del «hablar en lenguas». Si en el principio el hombre terminó confundido, ahora esa confusión se superaría en el entendimiento mutuo que hay en las personas que se encuentran con el Señor. El milagro del «hablar en lenguas» del Pentecostés refleja que el amor de Yahveh es el nuevo idioma que permite a los hombres entenderse mutuamente.